# Trabojin
Trabojin (en serbe cyrillique : Трабојин) est un village de l'est du Monténégro, dans la municipalité de Podgorica.

## Démographie

### Évolution historique de la population
| 1948 | 1953 | 1961 | 1971 | 1981 | 1991 | 2003 |
| ---- | ---- | ---- | ---- | ---- | ---- | ---- |
| 100  | 122  | 143  | 138  | 175  | 55   | 52   |